# Réchicourt-le-Château
Réchicourt-le-Château – miejscowość i gmina we Francji, w regionie Grand Est, w departamencie Mozela.
Według danych na rok 1990 gminę zamieszkiwało 825 osób, a gęstość zaludnienia wynosiła 34 osoby/km² (wśród 2335 gmin Lotaryngii Réchicourt-le-Château plasuje się na 423. miejscu pod względem liczby ludności, natomiast pod względem powierzchni na miejscu 108.).